# АКСМ-433
АКСМ-433 (Белкоммунмаш 43303, «Витовт Max») — низкопольный сочленённый троллейбус производства Белкоммунмаш. Относится к четвёртому поколению троллейбусов, разработанных заводом. Имеет 38 мест, а также две накопительные площадки в районе второй и третей дверей. Всего салон может вместить 153 пассажира.
Габариты троллейбуса: длина — 18,75 метра, ширина — 2,5, высота — 2,86 метра. Кузов изготовлен из композитных материалов. Машина оборудована электрическим выдвижным пандусом и системой ECAS (электронно-регулируемой пневмоподвеской), для опускания уровня пола троллейбуса до уровня тротуара. Салон оснащён системой климат-контроля, однако имеются 7 форточек для обычного проветривания.

## Модификации

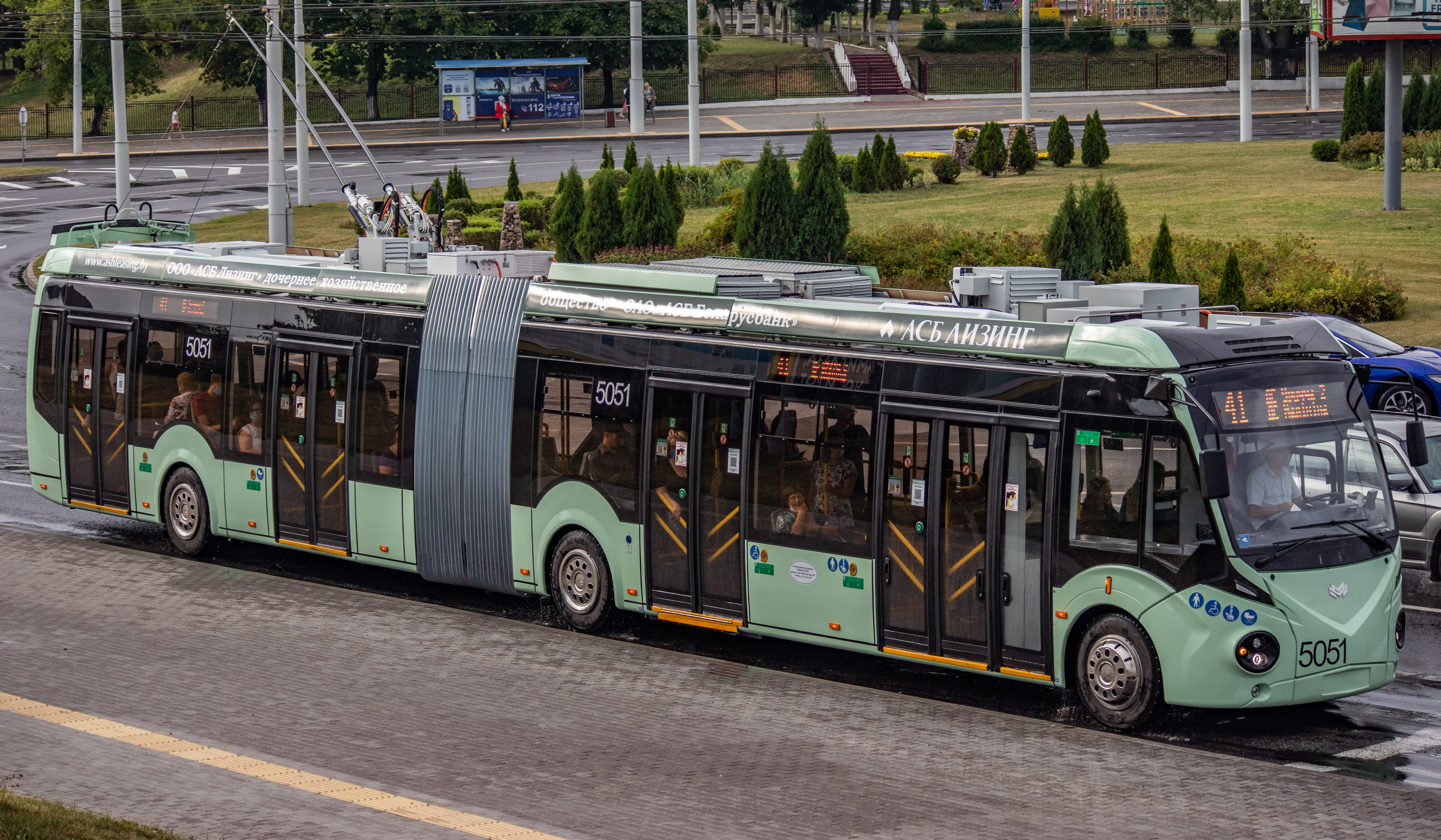
Модификация 43300D в Минске на маршруте № 41

- АКСМ-43303 «Витовт Max» (базовая модель) — с транзисторной системой управления на IGBT-модулях и двигателем переменного тока. Не выпускался как таковой.
- АКСМ-43303А «Витовт Max Duo» — дуобус с транзисторной системой управления на IGBT-модулях и асинхронным двигателем переменного тока, оснащен автономным ходом на базе дизель-генератора Kirsh. Объём топливного бака составляет 120 литров, что позволяет проехать ему до 300 км без использования контактной сети.
- Stadler 43303А «Витовт Max Duo» — дуобус с транзисторной системой управления на IGBT-модулях и асинхронным двигателем переменного тока, оснащён автономным ходом на базе дизель-генератора Kirsh. Объём топливного бака составляет 120 литров, что позволяет проехать ему до 300 км без использования контактной сети. Производство Штадлер Минск.
- АКСМ-43300D «Витовт Max» — с транзисторной системой управления на IGBT-модулях и асинхронным двигателем переменного тока, оснащён автономным ходом на основе литий-железо-фосфатных аккумуляторов, с запасом до 70 километров.
- АКСМ-433030 «Витовт Max II» — с транзисторной системой управления на IGBT-модулях и двигателем переменного тока. Рестайлинговая модификация.

## За пределами Беларуси

### Санкт-Петербург (Россия)
27 мая 2015 года состоялась презентация этого троллейбуса в выставочном комплексе «Ленэкспо», а уже 13 июня прибыл на испытания в троллейбусный парк №6. В период с середины июня по конец июля испытывался с пассажирами на маршруте 40. 22 сентября принял участие в акции, посвящённой дню без автомобиля. В мае и июне 2020 года поставлены троллейбусы «Витовт Max II». Всего в троллейбусные парки Санкт-Петербурга поступило 20 таких машин.

### Москва (Россия)

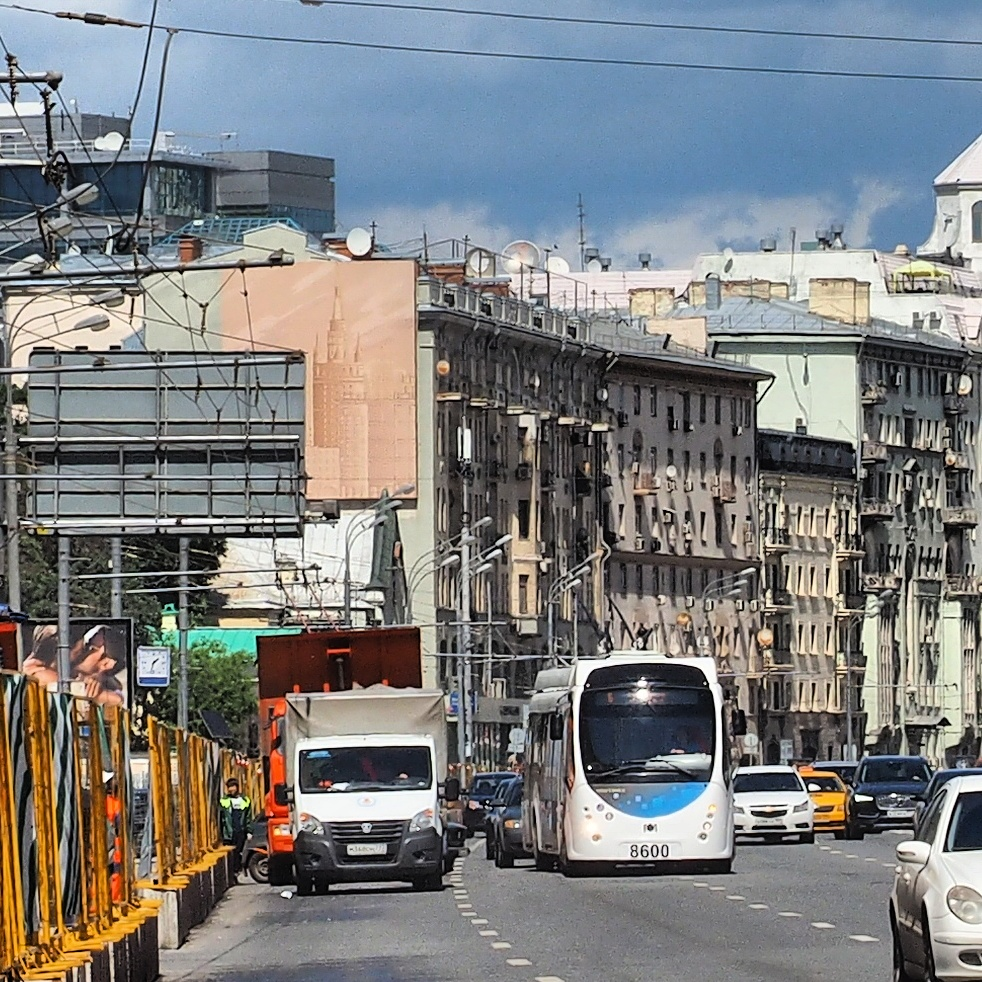
Тестирование дизельного автономного хода «Витовт Max Duo» на маршруте Б в Москве

В мае 2016 года троллейбус доставлен в 8-й троллейбусный парк для испытаний на маршрутах, отменённых вследствие демонтажа контактной сети согласно принятой программе благоустройства центра города «Моя улица». С 10 июня по 9 июля испытывался с пассажирами на маршруте Б, а с 13 июля по конец октября работал на маршруте т25. 1 октября 2016 года принял участие в праздничном параде, посвящённому 83-летию с момента открытия троллейбусного движения в Москве.

### Ровно (Украина)
В конце ноября 2016 года, после окончания испытаний в Москве, троллейбус был выкуплен украинским коммунальным предприятием «Ровноэлектроавтотранс». В момент его транспортировки через Белоруссию в ходе выполнения таможенных процедур троллейбус лишился фирменных наклеек на окнах и под лобовым окном тягача. С 7 декабря работает на новом маршруте 11, восточный и западный концы которого не имеют на своём протяжении контактной сети.

### Кишинёв (Молдова)
В сентябре 2020 года поставлены троллейбусы «Витовт Max II». Всего в троллейбусные парки Кишинёва поступило 5 таких машин.

### Сараево (Босния и Герцеговина)
В феврале-марте 2022 года поставлены троллейбусы «Витовт Max». Всего в троллейбусные парки Сараева будет поставлено 35 таких машин.

## Дизайн
Дизайнером троллейбуса является Александр Длотовский.